# حور نجدت-اف

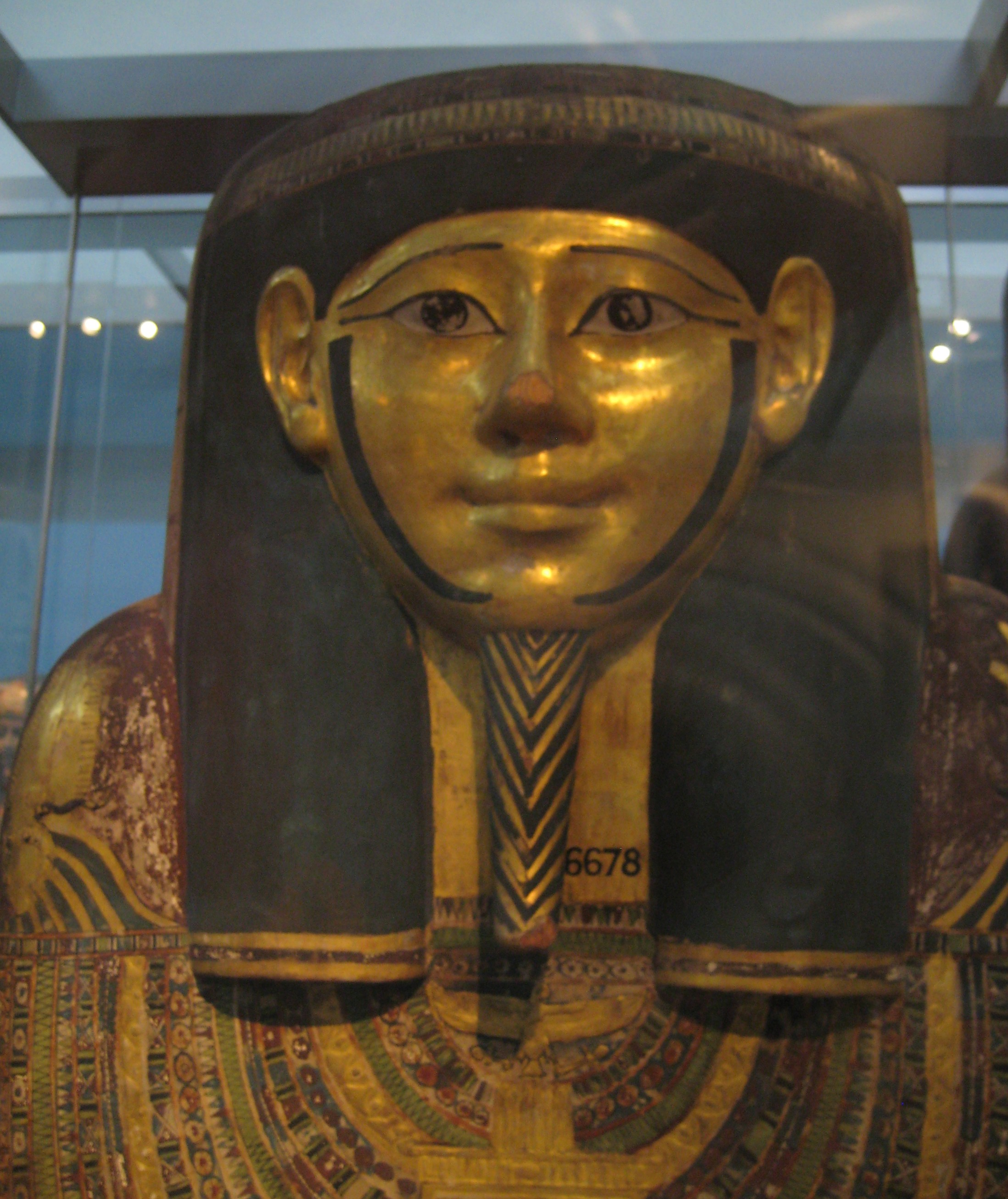
الجزء العلوي من تابوت حورنجدت-اف الداخلي.

كان هورنجيت-اف كاهنًا مصريًا قديمًا في معبد آمون بالكرنك في عهد بطليموس الثالث (246-222 قبل الميلاد). وهو معروف من توابيته المتقنة وقناع مومياء والمومياء ، التي يرجع تاريخها إلى العصر البطلمي المبكر (حوالي 220 قبل الميلاد) . وتم التنقيب عنها في مقابر العساسيف بطيبة قرب الدير البحري ، مصر ، وكلها محفوظة في المتحف البريطاني . تم اختيار هذه القطع الأثرية ذات الصلة باعتبارها الأولى من بين مائة قطعة أثرية ، قام باختيارها مدير المتحف البريطاني نيل ماكجريجور في سلسلة راديو بي بي سي 4 لعام 2010 بعنوان تاريخ العالم في 100 قطعة أثرية .
عثر على تابوته والمومياء وقناع رأسه المزين أيضا أشياء أخرى مهمة مثل كتاب الموتى،  وتمثال خشبي ملون لـ بتاح سوكار أوزوريس .